# Janusz Jaworski
Janusz Bolesław Jaworski (ur. 18 października 1936 w Będzinie, zm. 31 stycznia 2016) – polski architekt, działacz Stowarzyszenia Architektów Polskich (SARP), przewodniczący Izby Gospodarczej Projektowania Architektonicznego.

## Życiorys

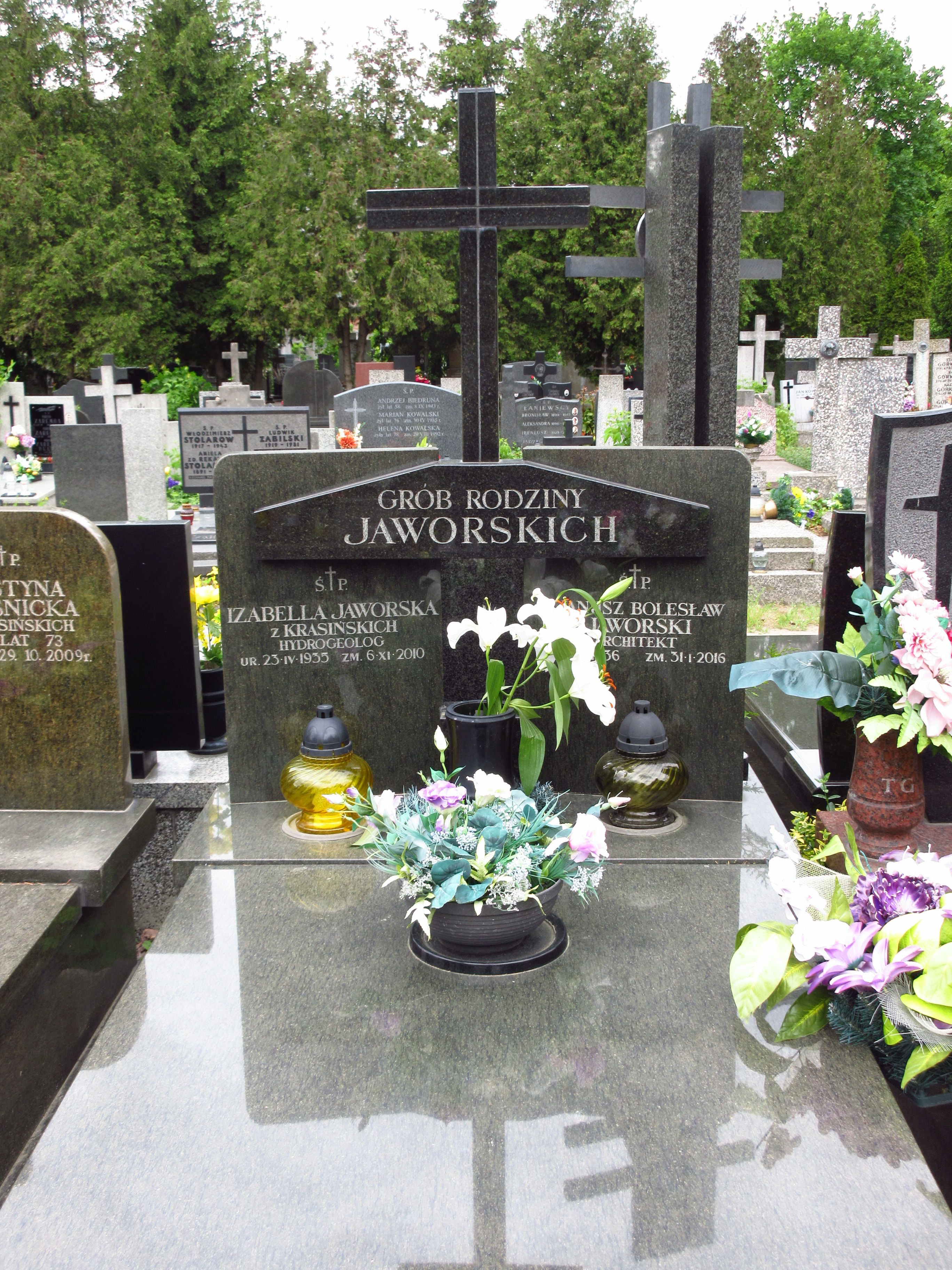
Grób Janusza Jaworskiego na Cmentarzu Bródnowskim.

W 1965 ukończył studia na Wydziale Architektury Politechniki Warszawskiej. Od 1966 był członkiem SARP, a w latach 1976–1982 członkiem zarządu Oddziału Warszawskiego SARP. Należał do władz głównych Stowarzyszenia pełniąc między innymi w latach 1981–1985 funkcję członka Prezydium Zarządu Głównego SARP, a w latach 1985–1988 funkcję skarbnika. Był również założycielem i prezesem autorskiej pracowni architektonicznej PLAN Sp. z o.o. Pochowany na Cmentarzu Bródnowskim (kwatera 91A-5-15).

## Wybrane odznaczenia
- Krzyż Oficerski Orderu Odrodzenia Polski[2],
- Krzyż Kawalerski Orderu Odrodzenia Polski[2],
- Srebrny Krzyż Zasługi[2],
- Złota Odznaka SARP[2].